# روبن هود (فلم 1922)
روبن هود (بالإنجليزية: Robin Hood) هو فيلم أمريكي صامت مأخوذ عن قصة روبن هود تم إنتاجه في الولايات المتحدة وصدر في سنة 1922. من تمثيل دوغلاس فيربانكس، والاس بيري، آلان هيل سينيور، بيلي بينيت.

## روابط خارجية
- روبن هود على موقع IMDb (الإنجليزية)
- روبن هود على موقع روتن توميتوز (الإنجليزية)
- روبن هود على موقع نتفليكس (الإنجليزية)
- روبن هود على موقع ألو سيني (الفرنسية)
- روبن هود على موقع أول موفي (الإنجليزية)
- روبن هود على موقع فيلمافينيتي (الإسبانية)
- روبن هود على موقع قاعدة بيانات الأفلام السويدية (السويدية)
- روبن هود على موقع قاعدة بيانات الفيلم (الإنجليزية)
- روبن هود على موقع ليتربوكسد (الإنجليزية)
- روبن هود على موقع كينوبويسك (الروسية)